# 미즈키역
미즈키역(일본어: 水城駅)은 일본 후쿠오카현 오노조시에 있는 규슈 여객철도 가고시마 본선의 역이다.

## 역 구조 및 승강장
상대식 승강장 2면 2선을 가지는 지상역. 서로의 승강장은 과선교로 연락하고 있다. 역사는 역 구내 동쪽으로 하행 (구루메 · 오무타 방면)승강장으로 접해서 존재한다. 또한, 커브 상으로 위치하기 때문에, 차장이 승객의 승강 확인을 하기 위해, 모니터가 설치되어 있다.
규슈 교통기획이 역 업무를 행하는 업무 위탁역으로, 발권 창구가 설치되어 있다.
| 1 | ■ 가고시마 본선 | (하행) | 후쓰카이치 · 구루메 · 오무타 방면 |
| 2 | ■ 가고시마 본선 | (상행) | 하카타 · 아카마 · 고쿠라 방면     |

## 역 주변
오노조 시의 중앙부에 입지한다. 선로에 병행하는 역 앞에 도로를 하행 방향으로 200m 정도 걸으면 다자이후시에 들어간다. 역 주변은 주택지이지만, 역 앞에 발착하는 버스 노선은 없어, 간선 도로로부터 떨어져 있기 때문에, 이 역과 600m정도밖에 떨어져 있지 않는 서일본 철도 시모오리역 주변 지역으로 비교해서 비상으로 한가하고 고요하다.
- 미나미후쿠오카 자동차 학교
- 서일본 철도 시모오리역

## 역사
- 1913년 9월 21일 : 철도원이 개업.
- 1987년 4월 1일 : 일본국유철도 분할 민영화에 의해 규슈 여객철도가 승계.
- 2009년 3월 1일 : IC카드 SUGOCA의 사용을 개시.

## 인접 역
| 가고시마 본선      | 가고시마 본선 | 가고시마 본선              |
| ------------------ | ------------- | -------------------------- |
| 오노조 모지코 방면 | ■ 보통        | 도후로미나미 가고시마 방면 |